# Артроскопија
Артроскопија, посматрање зглоба, је инвазивна хируршка процедура у ортопедској хирургији у току које се обавља преглед и евентуално лечење оштећених зглобних елемената у унутрашњости зглоба помоћу, за ту намену специјално конструисаног, оптичког инструмента са камером. У односу на класичну хируршку методу приступа унутрашњости зглоба (познату као артротомија), предност артроскопске хирургије је у томе што је она мање инвазивна јер наноси мања оштећења везивног ткива, обезбеђује бољу видљивост унутрашњости зглоба и скраћује време опоравка након интервенције (што је од посебног значаја за радно активне особе и врхунске спортисте, али и за здравствене фондове јер смањује трошкове оперативног лечења).
Артроскопски могу да се прегледају и лече готови сви синовијални зглобови у телу укључујући — колено, раме, ручни и скочни зглоб, кук, лакат и други мали зглобови.

## Историја
Прва истраживања „гледање у зглоб“ и прва дијагностика, а потом и лечење повреда коленa, јавила су се почетком 19. века. Током последњих 200 година неколико истраживача дало је непроцењив удео у развоју артроскопије (Бозини, Такаги, Ватанабе).
Савремена артроскопија, као посебна инвазивних метода у ортопедској хирургији развила се од изданака првобитне цистоскопије. Први артроскоп сличан данашњем конструисан је почетком двадесетог века, да би се артроскопија, након Другог светског рата, пратећи вртоглави раст науке и технологије позиционирала као драгоцено оруђе у рукама ортопеда, и то не само као дијагностичким него и терапеутским процедурама.
Као операциона метода артроскопија се користити од почетка седамдесетих година 20. века.

## Значај и начин извођења
Артроскопија је изузетно практичан начин којим ортопед може да завири у његовом оку споља неприступачан и херметички затворен простор зглоба и да без отварања зглобне капсуле прегледа и испита све структуре унутрашњости зглоба, предузме терапијске захвате на унутрашњим структурама зглоба и евентуално уклони страни садржај (крв, крвне угрушке, фрагменте костију и хрскавице и друга страна тела) из зглобне шупљине.
Артроскопија се изводи кроз два мала реза на кожи у околини испитиваног зглоба кроз које се уводи артроскоп и инструментаријум, према потреби. Артроскопија се изводи уз претрходну анестезију која може бити регионална (спинална) или локална. Након интервенције потребно је да пацијент мирује око 24 часа у здравственој установи, ако је артроскопија рађена у спиналној анестезији или око два часа у амбуланти, након захвата уз помоћ локалне анестезије, када је пацијент потпуно покретан и најчешће одлази кући.
- Практични примери из артроскопије колена
- Нормални артроскопски налаз медијалног менискуса зглоба колена
- Артроскопски приказ латерални менискуса колена између фемура (горе) и тибије (испод), са пукотином на тибијалној хрскавици (означено инструментом).
- Пукотина у медијалном менискусу
- Типична локализација резова на кожи колена након артроскопске операције менискуса.

## Компликације
Компликације након артроскопске операције су минималне. Најчешћа компликација, као и код других оперативних захвата, је:
- инфекција зглоба (у око 0,1-1%), која се успешно лечи. У већини случајева је веома лако излечива,
- повреда структура зглоба за време операције,
- повреда крвних судова и нерава (у око 0,01% случајева).[15]